# Alfredinho
Alfredo Alves Cavalcante (Oeiras, 24 de junho de 1959), mais conhecido como Alfredinho, é um ex-metalúrgico, ex-líder sindical e político brasileiro, filiado ao Partido dos Trabalhadores (PT).
Assumiu o cargo de deputado federal em 2023 com a ida de Alexandre Padilha para a Secretária de Relações Institucionais.

## Biografia
Migrou do Piauí para a cidade de São Paulo, onde possui como polo eleitoral a Zona Sul paulistana.
Ajudou a fundar a CUT e o PT, e concorreu sua primeira eleição em 2004, na qual não se elegeu após atingir 25.249 votos (0,54%).
Durante a Gestão Marta Suplicy, foi nomeado chefe de gabinete da Sub-Prefeitura da Capela do Socorro, o que possibilitou concorrer novamente na eleição seguinte, eleição no qual foi eleito, após atingir 33.417 votos (0,78%).
Foi reeleito em 2012 e 2016, e em 2018 concorreu à deputado federal, não se elegendo.
Novamente reeleito em 2020, concorreu mais uma vez à Câmara Federal em 2022, quando conquistou a posição de segundo suplente da Fe Brasil.
Após a nomeação de Alexandre Padilha, Paulo Teixeira e Luiz Marinho para o gabinete do terceiro governo de Lula, Alfredinho foi convocado a exercer o mandato de deputado federal.